# 3873 Roddy
3873 Roddy è un asteroide areosecante. Scoperto nel 1984, presenta un'orbita caratterizzata da un semiasse maggiore pari a 1,8919785 UA e da un'eccentricità di 0,1338529, inclinata di 23,35690° rispetto all'eclittica.
L'asteroide è dedicato al geologo statunitense David J. Roddy.